# Eva Eastwood
Eva Eastwood, pseudonimo di Eva Östlund (Örebro, 25 settembre 1967), è una cantante svedese.

## Carriera
Conosciuta per la sua musica rockabilly e rock'n'roll ispirata agli anni '50, Eva Eastwood ha avviato la sua carriera musicale in Svezia dopo aver rifiutato un contratto discografico negli Stati Uniti nel 1997. Tra il 1999 e il 2006 ha pubblicato cinque album come Eva Eastwood & The Major Keys con la Tail Records, una piccola etichetta di Jönköping.
Nel 2005 ha acquisito notorietà cantando alla serie di concerti estiva Allsång på Skansen. In seguito all'evento il suo album En ny stil i stan è stato il suo primo disco ad entrare nella classifica svedese, piazzandosi alla 53ª posizione. Canterà nuovamente ad Allsång på Skansen nell'estate del 2011.
Nell'estate del 2008 è uscito il suo singolo My, My, My, che ha raggiunto il 22º posto in classifica ed è divenuto la sua più grande hit in Svezia. Ha anticipato l'album Well Well Well, che ha debuttato al 2º posto in classifica, ad oggi il suo risultato commerciale migliore, eguagliato nel 2011 dal suo nono album Lyckost e nel 2012 dal suo decimo progetto, Åh, vilken skiva!.
Come cantautrice ha composto oltre 600 canzoni per cantanti e gruppi rock e schlager svedesi come i Boppers, Linda Gail Lewis, Lalla Hansson, i Berth Idoffs, Jerry Williams e i Larz-Kristerz.
Nel 2009 la sua città natale, Örebro, le ha assegnato il Millencolin Music Prize consistente in 25.000 corone svedesi come riconoscimento alla sua carriera. Nel 2017 il regista Matz Eklund ha realizzato il documentario Eva, en lyckost! sulla vita della cantante, dalla sua crescita in una famiglia affidataria in seguito alla morte della madre e ai problemi di alcolismo del padre, alla sua ascesa nell'industria musicale.

## Discografia

### Album
- 1999 – Good Things Can Happen
- 2001 – The Good Life I Have
- 2002 – Hot Chicks & Cool Cats
- 2003 – Roots Revival
- 2005 – En ny stil i stan
- 2006 – Ton of Heart
- 2008 – Well Well Well
- 2009 – The Beat Goes On
- 2011 – Lyckost
- 2012 – Åh, vilken skiva!/Oh, What a Party!
- 2016 – Min melodi
- 2020 – Candy

### Raccolte
- 2013 – Rockin' Collection – The Early Years
- 2016 – Det bästa med Eva Eastwood

### Singoli
- 2008 – My, My, My
- 2011 – Himlen var här
- 2015 – They Never Know
- 2016 – Jimmy, Jimmy
- 2016 – Tjocka släkten
- 2020 – Candy